# 1742 Schaifers
1742 Schaifers је астероид главног астероидног појаса. Приближан пречник астероида је 20,11 km,
а средња удаљеност астероида од Сунца износи 2,890 астрономских јединица (АЈ).
Инклинација (нагиб) орбите у односу на раван еклиптике је 2,491 степени, а орбитални период износи 1794,945 дана (4,914 године). Ексцентрицитет орбите астероида износи 0,092.
Апсолутна магнитуда астероида износи 11,20 а геометријски албедо 0,144.
Астероид је откривен 7. септембра 1934. године.